# Pachymerus abruptestriatus
Pachymerus abruptestriatus là một loài bọ cánh cứng trong họ Bruchidae. Loài này được Gyllenhal miêu tả khoa học năm 1839.